# MONSTER GENERATiON
「MONSTER GENERATiON」（モンスタージェネレーション、通称: モンジェネ）は、日本の音楽ゲーム『アイドリッシュセブン』に登場する架空の男性アイドルユニットであるIDOLiSH7による楽曲。IDOLiSH7のデビュー曲であり、同名の1枚目シングルに収録された。作曲はlivetuneのkzが、作詞は真崎エリカが手掛けた。楽曲はゲームのサービス開始前の2015年7月にミュージックビデオとともに公開され、同年12月2日にシングルが発売された。
この楽曲はダンス・チューンやポップ・チューンに分類されている。シングルがリリースされると初週で約1.4万枚を売り上げ、オリコンシングルチャートではデイリー3位と週間7位を記録した。また、Billboard JapanのHot 100で25位、Hot Animationで5位、Top Singles Salesで6位を記録した。
ミュージックビデオはアニメーション制作会社であるNAZによって3DCGで制作された。3DCGを生かして人間が出来ないことを表現するため、IDOLiSH7のメンバーが宇宙でダンスするという内容となっている。この楽曲は2018年に行われた「アイドリッシュセブン 1st Live Road To Infinity」でライブ初披露され、その後のライブでも最初や最後の曲として披露されている。

## 背景
『アイドリッシュセブン』のプロジェクトは2014年12月に始まった。当時は男性向けのアイドル育成ゲームがスマートフォンゲーム市場で人気で、女性向けのアイドル育成ゲームも出始めたころだった。このプロジェクトはこうした女性向けアイドル育成ゲームのブームに乗り遅れないよう始められたものであり、20代から30代の女性がターゲット層とされた。企画ではリズムゲームとしてつまらないものを出さないことや、音楽はランティスのもと本格的に制作することなどが決まった。ゲームの制作が進んでいる裏で楽曲の制作が行われた。

## 制作

### 作曲
「MONSTER GENERATiON」の作曲は、livetuneのkzが行った。アイドリッシュセブンのプロデューサーである下岡聡吉は、本作のターゲット層である20代から30代の女性に働きかけられる「かっこいい曲」を制作できる人材を探していた。下岡が最初に依頼をかけたのがkzであり、kzはこの依頼を快く引き受けた。女性アーティストに楽曲を提供することが多かったkzは男性ボーカルの楽曲を制作した経験はあまりなく、不安や戸惑いを覚えたが、挑戦してみることにしたという。
ジャニーズのような実在するアイドルの曲とも、『アイドルマスター』のような二次元のアイドルの曲とも異なるものを制作しなければならないと考えた彼は、IDOLiSH7には引っ張っていく力やワイルドさがあったほうが良いと考えた。kzは「元気さ」と「身近さ」を表現することを目指した。kzは凝ったメロディよりもシンプルなメロディを重視し、ライブの際にファンが掛け声を入れやすいように「隙間」を意識して制作を行った。

### 作詞
このシングルに収録されているすべての楽曲の作詞は真崎エリカが行った。これは真崎にとって初めて男性ボーカル楽曲かつリズムゲーム楽曲の作詞となった。真崎が最初に書き上げたのが「MONSTER GENERATiON」であった。この楽曲の作詞にあたって、真崎は「これから始まるIDOLiSH7を象徴するような楽曲」というオファーを受けた。当時は『アイドリッシュセブン』が始動したばかりで、IDOLiSH7のキャラクターも基礎的な情報程度しか決まっておらず、真崎が独自にイメージを膨らませ、他のアイドルに負けない前向きさや「キラキラ感」を重視した。キャラクターによる歌い分けはストーリーの展開を考慮しながら行われ、「逢坂壮五ならこの言葉、でも四葉環ならこのフレーズ」といったようにキャラクターにあった言葉選びがされている。その一方で、IDOLiSH7のセンターである七瀬陸に焦点があてられた楽曲である「MEMORiES MELODiES」では、ギャップを狙ってあえて普段このキャラクターが用いない言葉があてられた。「MEMORiES MELODiES」は「MONSTER GENERATiON」の対になる楽曲であり、ゲームの第1部を総括する内容にしたという。

### タイトル
「MONSTER GENERATiON」というタイトルは作詞を担当した真崎が考案した。真崎は、「時代を象徴する存在」という意味を込めて「ジェネレーション」を、さらに時代すらもねじ伏せる力を持つものという意味を込めて「モンスター」という言葉をタイトルにした。また、「MONSTER GENERATiON」の「i」の部分だけ小文字にした理由について真崎は、制作陣から依頼されたことではなく、IDOLiSH7の「i」が小文字であることに何か意味があるのではないかと自身で推測したためであると語っている。真崎はその後もIDOLiSH7のターニングポイントとなる楽曲には必ず「i」をタイトルに入れている。

### レコーディング
レコーディングはゲームのサービス開始より前に行われた。二階堂大和役の白井悠介は、当時まだキャラクターをつかみ切れておらず、キーも高かったため苦労して歌ったという。また、この曲ほど掛け声がある楽曲をレコーディングしたことはなかったため新鮮に感じたと語っている。

## リリースとプロモーション
「MONSTER GENERATiON」は2015年6月10日公式ホームページの公開とともに15秒カットが、2015年6月24日に40秒カットがYouTubeチャンネル「大神万理」で公開され、2015年7月1日に製作中ミュージックビデオの一部が、2015年7月24日にフルバージョンのミュージックビデオが同チャンネルで公開された。同年8月24日にはiTunes、Animelo mix、Moraで楽曲の配信が開始された。同年12月2日にはシングルが発売された。これはゲーム内でのIDOLiSH7のライバルチームであるTRIGGERの1枚目シングルである「SECRET NIGHT」との同時発売となった。初回生産特典として、キャラクター原案を担当する種村有菜によるプレゼントコード付きの描き下ろしカードが封入された。
2018年7月7日からはアメリカ合衆国のiTunes USにおいて「MONSTER GENERATiON」の配信が開始された。

## 評価

### 批評
『リアルサウンド』の萩原梓は、「MONSTER GENERATiON」は爽快感にあふれたダンスチューンであり、一度聞けば耳に残るキャッチーさがあるとしている。同じく『リアルサウンド』の草野英絵は、IDOLiSH7は希望に満ちた明るいJ-popを得意としているとし、その具体例として「MONSTER GENERATiON」やシングル収録曲である「MEMORiES MELODiES」を挙げた。また『CD Journal』は、シングルのミニレビューにおいて、「MONSTER GENERATiON」をアッパーなポップチューンであるとし、軽快なギターカッティングや心が弾むサウンドをバックに歌っており、掛け声的な合いの手も気持ちが良いとしている。

### 受容とチャート成績
シングルは初週で約1.4万枚を売り上げてオリコンシングルチャートで7位を記録し、その後19週にわたってチャートに残り続けた。また、Billboard JapanのチャートではHot Animationで5位を、Top Singles Salesで6位を、Hot 100では25位を記録した。
「MONSTER GENERATiON」はファンや制作陣の間で『アイドリッシュセブン』の始まりや原点となる曲であるとされている。『アニメイトタイムズ』が2021年8月から1か月にわたって集計した「『アイドリッシュセブン（アイナナ）』IDOLiSH7おすすめ人気楽曲ソング・歌ランキングTOP22」では、「MONSTER GENERATiON」は「RESTART POiNTER」と「Sakrua Message」に次いで3位となり、『アニメージュプラス』が2021年1月1日から2021年11月30日にかけて、業務用カラオケであるJOYSOUNDで『アイドリッシュセブン』の楽曲が歌われた回数を集計して算出したランキングでは、アニメ版のオープニングテーマとなった「WiSH VOYAGE」や、「RESTART POiNTER」、MEZZO"による「雨」についで4位となった。
『アニメージュ』が2018年に開催した第40回アニメグランプリでは「MONSTER GENERATiON」がアニメソング部門で19位を記録した。

## アートワーク
シングルのジャケットは表にも裏にもイラストが描かれたダブルジャケット仕様となっている。表のジャケットのアートワークはゲームのキャラクターデザインを担当する深川可純が描き下ろした。バックジャケットのアートワークはキャラクター原案を担当した種村有菜が行った。種村は「MONSTER GENERATiON」と同時に録音された「THE FUNKY UNIVERSE」に「宇宙」という共通点があると感じて、「THE FUNKY UNIVERSE」をイメージして制作された。

## ミュージックビデオ
「MONSTER GENERATiON」のミュージックビデオの制作はkzのミュージックビデオの制作も手掛けていたアニメーション制作会社であるNAZが行った。種村によるキャラクター原案をゲーム用とミュージックビデオ用に描き直すことが決まり、本作のキャラクターデザインを手掛けることになる深川可純が制作に参加した。
ミュージックビデオは3DCGで制作された。統括プロデューサーである下岡からは、ミュージックビデオはアニメである以上、人間にはできないようなことをしてほしいという提案があり、これによってIDOLiSH7のメンバーが宇宙空間でダンスをするというミュージックビデオとなった。その一方でダンスは人間らしさが求められ、人間が踊ったものをモーションキャプチャーで撮り、それが3DCGで再現された。ダンサーは六弥ナギ役だけが男性で、あとは全員が女性であった。
「MEMORiES MELODiES」のミュージックビデオの制作はアニメーションスタジオであるボンズが行った。ミュージックビデオはフルアニメーションで制作された。IDOLiSH7のマネージャーである小鳥遊紡が妖精の姿で見守るなか、IDOLiSH7がアイドルとしての成功に至るまでのドラマが日常シーンとライブシーンを交えて描かれる。演出を担当した山岸大悟や作画監督である永作友克によると、IDOLiSH7を支えてきたマネージャーの存在はミュージックビデオに必要だと考えて登場させたが、人間として登場させるのではなく、アイドルのキラキラした世界観に合わせてファンタジー感を演出するために妖精として登場させたという。

## 作中での登場
「MONSTER GENERATiON」はゲームで最初に登場する楽曲である。ストーリーにおいては、IDOLiSH7の初めてのライブで披露され、その後、デビュー曲となるはずだった「NATSU☆しようぜ」がライバルグループであるTRIGGERのプロデューサーに盗まれて使用できなくなったため、この楽曲がIDOLiSH7のデビュー曲になったという設定である。プレイする際には楽曲は90秒ほどに縮められている。ガルスタオンラインの原常樹はこの楽曲のプレイについて、同難易度の楽曲に比べても難しい部類ではないかとしている。
本作がアニメ化した際にはプロモーションビデオでこの楽曲が使用され、2話、3話、6話、10話、12話、16話では挿入歌として用いられた。また、2話ではこの楽曲のオーケストラバージョンが劇伴として使用された。

## ライブ・パフォーマンス
「MONSTER GENERATiON」は、2018年に行われた初ライブである「アイドリッシュセブン 1st Live Road To Infinity」（以下、「Road To Infinity」）で1曲目に披露された。また、同シングル収録曲である「Joker Flag」は3曲目に、「MEMORiES MELODiES」は23曲目に披露された。2019年に行われた「アイドリッシュセブン 2nd LIVE REUNION」では、再開を意味する「REUNION」がライブのタイトルであったことから、「Road To Infinity」とは逆の順番になるように楽曲が披露され、「Road To Infinity」では1曲目に披露された「MONSTER GENERATiON」が最後に披露された。また、24曲目には「MEMORiES MELODiES」が披露された。「Road To Infinity」で同曲が披露された際にはテレビアニメに登場した際の演出に近づけて披露されたが、このライブではミュージックビデオの演出に近づけて披露された。2022年に2日間にわたって行われた「IDOLiSH7 LIVE BEYOND "OP.7"」では1日目に「MEMORiES MELODiES」が披露された。また、それぞれ1日目と2日目には最後の曲として「MONSTER GENERATiON」が披露された。

## シングル収録曲
| #         | タイトル                            | 作詞       | 作曲       | 編曲       | 時間  |
| --------- | ----------------------------------- | ---------- | ---------- | ---------- | ----- |
| 1.        | 「MONSTER GENERATiON」              | 真崎エリカ | kz         | kz         | 4:33  |
| 2.        | 「Joker Flag」                      | 真崎エリカ | AstroNoteS | AstroNoteS | 4:43  |
| 3.        | 「MEMORiES MELODiES」               | 真崎エリカ | 渡辺未来   | 渡辺未来   | 5:06  |
| 4.        | 「MONSTER GENERATiON（Off Vocal）」 | 真崎エリカ | kz         | kz         | 4:33  |
| 5.        | 「Joker Flag（Off Vocal）」         | 真崎エリカ | AstroNoteS | AstroNoteS | 4:43  |
| 6.        | 「MEMORiES MELODiES（Off Vocal）」  | 真崎エリカ | 渡辺未来   | 渡辺未来   | 5:06  |
| 合計時間: | 合計時間:                           | 合計時間:  | 合計時間:  | 合計時間:  | 28:41 |

## チャートと売上

### チャート
| チャート                             | 最高順位 |
| ------------------------------------ | -------- |
| デイリーシングルチャート（オリコン） | 3        |

| チャート                            | 最高順位 |
| ----------------------------------- | -------- |
| Hot Animation (Billboard Japan)     | 5        |
| Top Singles Sales (Billboard Japan) | 6        |
| Hot 100 (Billboard Japan)           | 25       |
| 週間シングルチャート（オリコン）    | 7        |

### 売上
| 国・地域                        | 認定 | 売り上げ/枚 |
| ------------------------------- | ---- | ----------- |
| 日本（オリコン）                | なし | 14,000      |
| 日本（サウンドスキャンジャパン) | なし | 14,225      |